# Forum (Turku)
Pour les articles homonymes, voir Forum.
Forum est un centre commercial situé dans le quartier VI à Turku en Finlande.

## Présentation
Forum est en face de la place du marché de Turku. Les entrées du centre se trouvent dans les 4 rues entourant l'ilot urbain  : Kauppiaskatu, Aurakatu, Eerikinkatu et Linnankatu.
Le centre commercial est installé dans quatre bâtiments, reliés les uns aux autres par un couloir couvert. 
Le plus important d'entre eux est probablement le bâtiment Affärscentrum, qui a été construit en deux phases entre 1921 et 1926. 
Le bâtiment a été conçu par Väinö Määtta et August Krook.

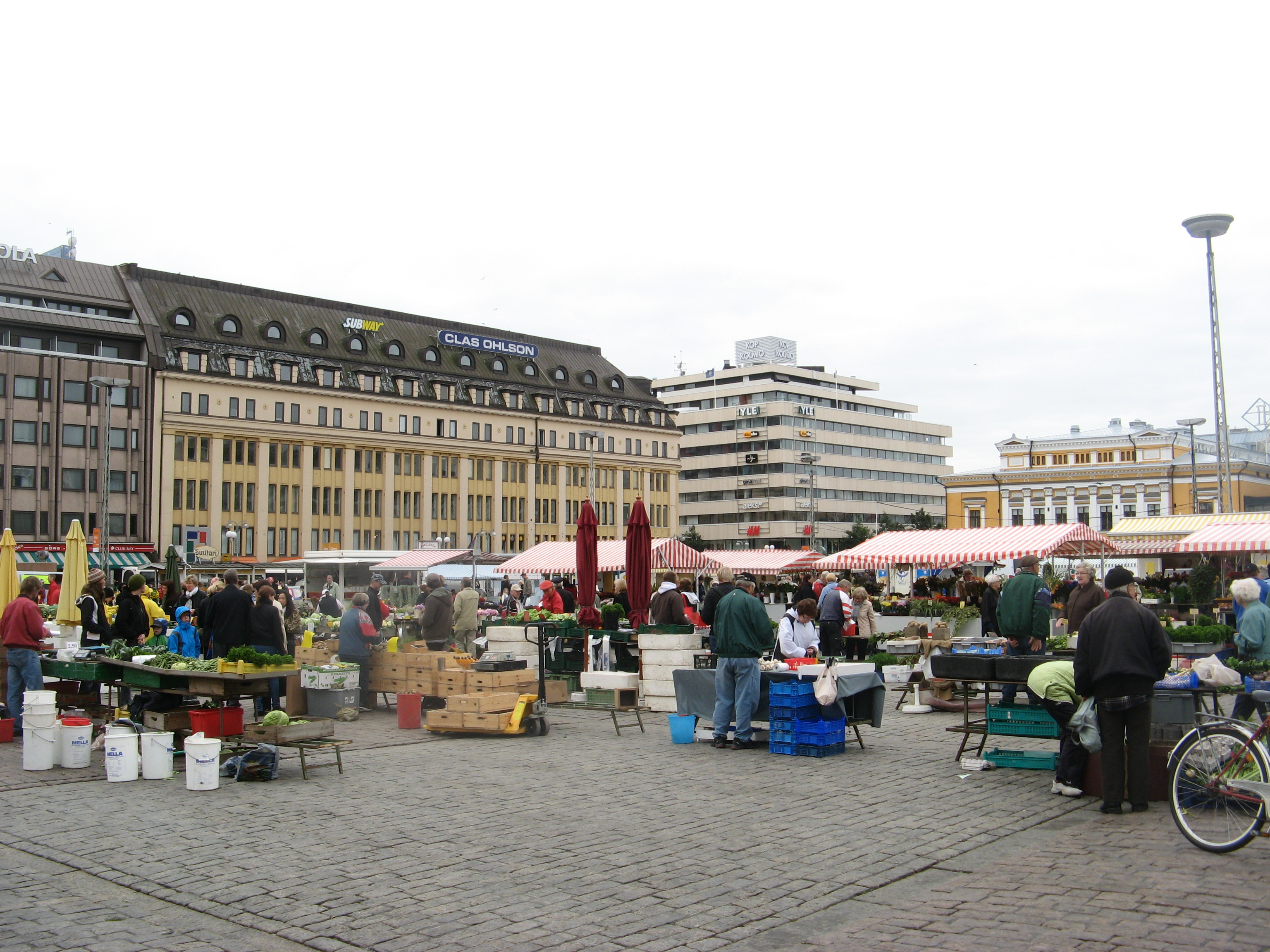
La place du marché de Turku de gauche à droite, le Forum, KOP-kolmio au milieu, le théâtre suédois à droite

## Accès
La plupart des bus s'arrêtent juste devant Forum dans Linnankatu et Aurakatu.

## Commerces et services
Les enseignes présentes en 2022 sont:
- 11. hetki – salon de coiffure
- Cosmic Comic Cafe – Bar
- Gryn – boulangerie et café
- Punainen Norsu – vêtements
- Vegekauppa – Magasin d'alimentation végétarienne et biologique
- Dama Design – Mode artisanale pour femmes
- Kukuti – Vêtements pour enfants
- Saarni gentlemen’s boutique – Vêtements pour hommes
- Casagrande – The classic toy store in Turku
- Vaatepuu – Bibliothèque de la mode féminine
- Vg Noodle – Cuisine thaïlandaise
- Punaisen norsun ompelimo – Couturière
- Ecolocal Market – Magasin écologique
- Muikia – Cadeaux et artisanat
- Jazz City Turku – Bureau de Jazz City
- MPS Yhtiöt – Agence de recrutement